# Vunakokor

Kolonialatlas, 1893

Der Vunakokor (englisch Mount Varzin, ehemaliger Name: Varzinberg) ist ein Stratovulkan im Kokopo District auf der Gazelle-Halbinsel in Papua-Neuguinea. Er liegt 14 km südwestlich von Kokopo und 5 km südwestlich von Toma. Er ist etwa 581 m hoch. Der ehemalige Name aus der deutschen Kolonialzeit lehnt sich an den ehemals deutschen Ort Varzin (pol. Warcino) in Pomorze (Deu. Hinterpommern) an, der 1867 von Otto von Bismarck gekauft worden war. Die englische Bezeichnung Mount Varzin ist bis heute ebenfalls gebräuchlich.

## Geographie und Klima
Das Land um Vunakokor ist im Südwesten flach, im Nordosten jedoch hügelig und fast gänzlich von Wald bedeckt. Die Bevölkerungsdichte beträgt etwa 17 Menschen pro Quadratkilometer.
Das Klima ist tropisch. Die durchschnittliche Temperatur betrug 23 Grad Celsius (°C). Der wärmste Monat ist der Januar mit 24 °C und der kühlste Juni mit 22 °C. Der durchschnittliche Niederschlag beträgt 2.882 Millimeter pro Jahr. Der regenstärkste Monat ist jeweils der Juli mit durchschnittlich 406 Millimetern Regen und der regenstärkste der November mit 139 Millimetern.